# Arkona
Arkona (niem. Kap Arkona) – skalisty przylądek w skrajnie północnej części Rugii (Meklemburgia-Pomorze Przednie).

## Znaczenie
Pozostałości słowiańskiego grodu Arkona są jednym z najważniejszych zabytków historii zachodniego Bałtyku. Jak mało który zabytek, miejsce to odzwierciedla przemiany polityczne i religijne, jakie miały miejsce w tym regionie Morza Bałtyckiego w drugiej połowie XII wieku.
Po zniszczeniu świątyni w Radogoszczy (Rethrze) w 1068 roku, na obszarze Słowian Zachodnich pozostało tylko jedno nienaruszone sanktuarium centralne, Arkona. Nadawało mu to dużą wartość symboliczną dla współczesnych: dla Słowian zachodnich, znajdujących się pod naciskiem trzech stron (Saksonia, Dania, Polska), był to ostatni bastion ich niezależności religijnej i politycznej, a dla okolicznych państw kluczowa pozycja na drodze do poszerzenia swojej strefy władzy i wpływów.

## Historia

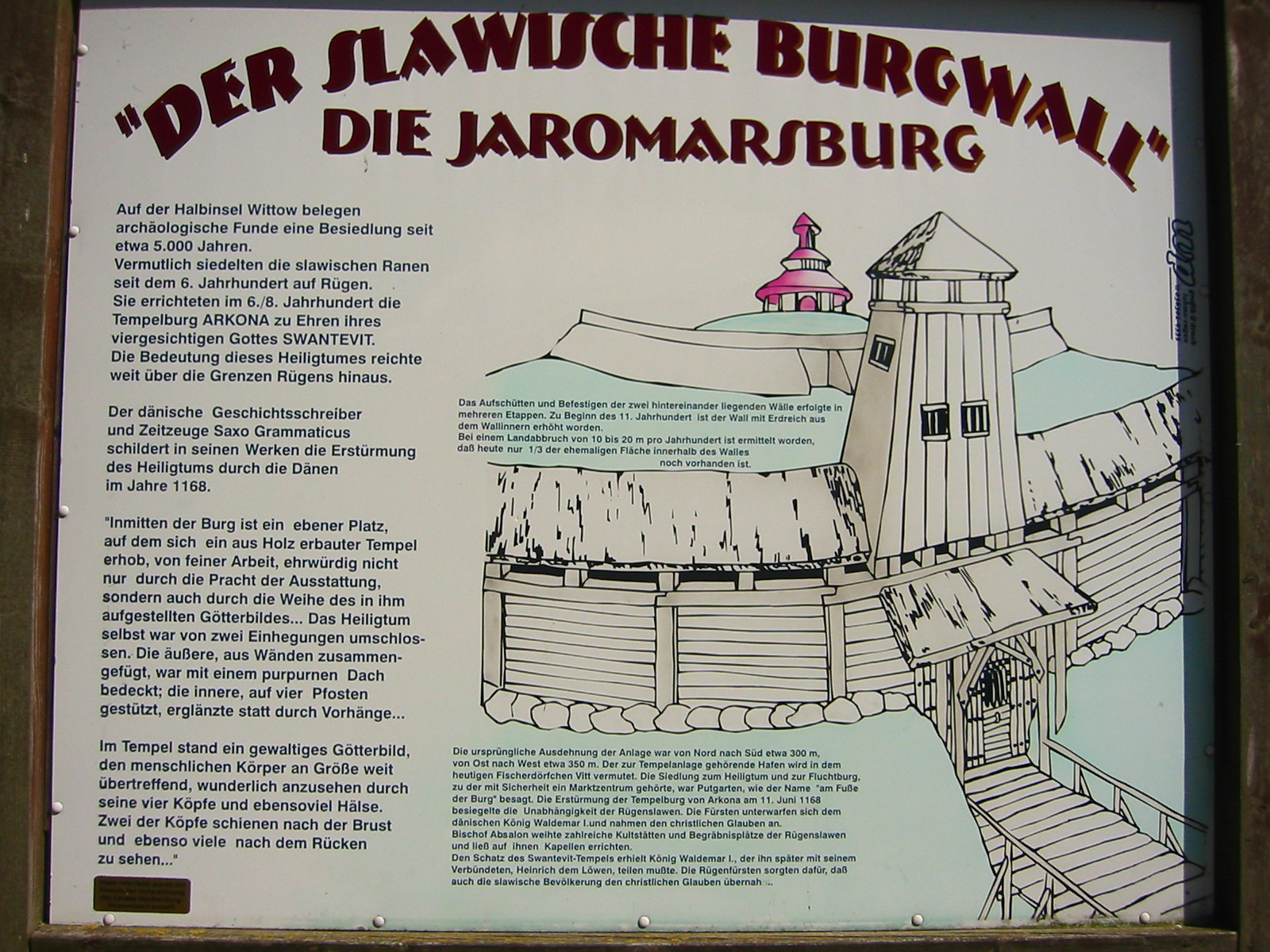
Rekonstrukcja umocnień słowiańskich w Arkonie

Gród zbudowano w 1 połowie IX wieku. We wczesnym średniowieczu Arkona była centralnym grodem obronnym zachodniosłowiańskich Ranów. Leżała ona na trudno dostępnym wąskim cyplu półwyspu Wittow. 
Po rozbudowie około 1000 roku, gród ten otoczony był z trzech stron urwiskiem o wysokości 45 metrów opadającym do morza, a od strony lądu początkowo wałem ziemnym i fosą, następnie ok. 1100 roku został rozbudowany i wzniesiono wał drewniano-ziemny o wysokości niemal 14 metrów i długości po łuku około 350 metrów. Dodatkowo od strony Bałtyku istniały umocnienia o szerokości 4,5 metra. Za port służyła niewielka zatoczka przy dzisiejszej wsi Vitt, a osada handlowa mieściła się na terenie wsi Puttgarten (zniekształcona nazwa Pod gardem/grodem). Za wewnętrznym wałem grodu mieściła się drewniana świątynia Świętowita.
W 1136 roku król Danii Eryk II Pamiętny zmusił do kapitulacji obrońców, poprzez zajęcie nadbrzeżnych źródeł wody, jednak Ranowie szybko odzyskali samodzielność, a mieszkańcy zbudowali wewnątrz grodu zbiornik na wodę, by zabezpieczyć się przed podobnymi wypadkami.

### Zniszczenie grodu
W 1168 Arkonę obległy wojska duńskie i pomorskie, którymi dowodził król Waldemar I Wielki i biskup Absalon. Po podpaleniu bramy i wiszącej na niej świętej chorągwi Stanicy, obrońcy grodu postanowili się poddać 15 czerwca 1168 roku i zgodzili się przyjąć chrześcijaństwo, zniszczyć posąg boga Świętowida, zapłacić okup w wysokości kilku skrzyń złota, przekazać zakładników i złożyć hołd lenny Waldemarowi. To wydarzenie doprowadziło do chrystianizacji mieszkańców Rugii. Obecnie z grodu pozostała jedynie około 1/3 powierzchni, ponieważ reszta runęła do morza.

## Ośrodek słowiańskiego kultu

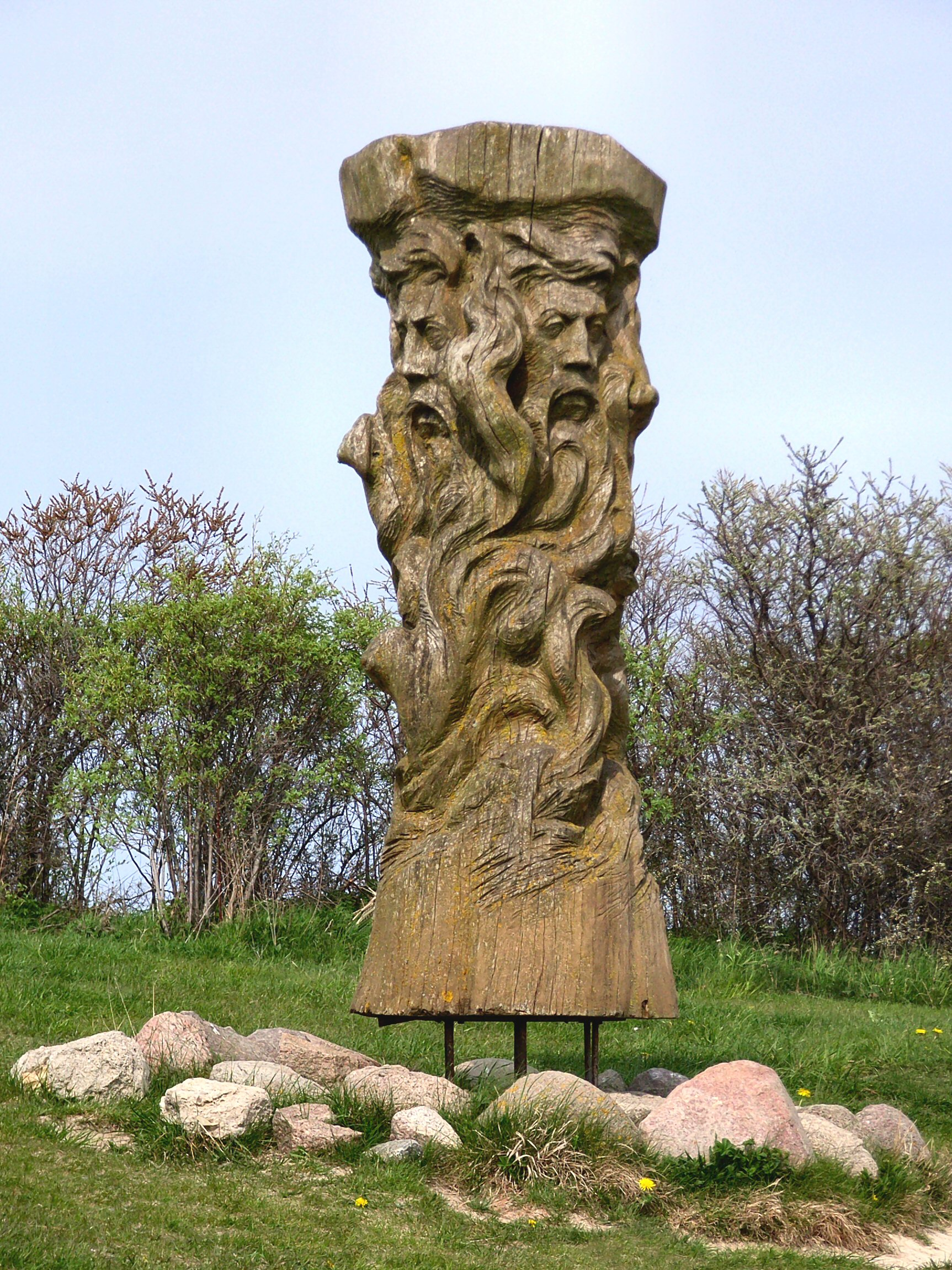
Posąg Świętowita w Arkonie

Arkona była znanym ośrodkiem kultu słowiańskiego boga Świętowita (połabskie: Svątevit, czytaj swantewit). Według Saxo Grammaticusa, świątyni Świętowita (kąciny) strzegła stała załoga licząca 300 wojów, podległych arcykapłanowi. W świątyni znajdował się posąg i skarbiec Świętowita, będący właściwie skarbcem państwa Ranów. 
Po splądrowaniu (1067/1068), a następnie zniszczeniu (1125) Radogoszczy, Arkona stała się najważniejszym miejscem kultu religijnego Słowian nadbałtyckich. 
Pod koniec XI wieku Arkona była również jednym z największych targów na wybrzeżu Bałtyku.
W 1927 imieniem przylądka został nazwany niemiecki liniowiec Cap Arcona.